# Mercedes (Filipinas)
Mercedes es un municipio filipino de quinta clase, perteneciente a la provincia de Sámar Oriental, en las Bisayas Orientales.

## Historia
El pueblo se fundó en 1864. Por entonces, pertenecía a la provincia de Sámar. Aparece descrito en el Estado geográfico, topográfico, estadístico, histórico-religioso, de la santa y apostólica provincia de S. Gregorio Magno (1865) de Félix de Huerta con las siguientes palabras:

MERCEDES. Por decreto del Superior Gobierno de 10 de Junio de 1864 fueron erijidas en pueblo con el nombre de Mercedes, las visitas de Mangi, Ponton, Cabongaan, Sungan, Bobon, Banajaa, Banuyo, Amoron, Pasac y Palambrag, pertenecientes todas al pueblo de Guiguan. Aun no hay datos para fijar su situacion, ni las particularidades á él referentes, por no haber religioso aun.
(Huerta, 1865, p. 338)

En 2020, tenía censados 6112 habitantes.